# Корона Гавайев
Корона Гавайев — королевская корона, принадлежавшая гавайскому королю Калакауа. Идея коронации в европейском стиле и, следовательно, короны пришла к Калакауа после его мирового турне. Короны для короля и королевы были заказаны у лондонского ювелира.
Корона была сделана из золота и имела почти овальный профиль. Она была украшена золотыми листьями кало (таро), а также бриллиантами и другими драгоценностями. Наверху у короны был мальтийский крест. Цена короны составила 5000 долларов.

## Описание
Богато украшенная 521 бриллиантом, 54 жемчужинами, 20 рубинами, 20 опалами, 8 изумрудами и 6 полированными тунгами, корона опирается на овальную конструкцию из чистого золота. Богато украшенное кольцо увенчано шестнадцатью свитками, на которых покоится украшение из листьев таро, священного растения Гавайев, и полумальтийских крестов. Отсюда начинаются восемь арок, украшенных золотыми сферами, которые закрываются наверху, поддерживая крестообразный шар. Крест наверху украшен большим бриллиантом.